# دانیل مادرنر
دانیل مادرنر (انگلیسی: Daniel Maderner؛ زادهٔ ۱۲ اکتبر ۱۹۹۵) بازیکن فوتبال اهل اتریش است.
وی همچنین در تیم‌های ملی فوتبال جوانان و زیر ۲۱ سال اتریش بازی کرده‌است.